# Nona Cruzada

Setas indicando as operações militares durante a Cruzada de Lorde Eduardo:
Mamelucos
Cruzados
Mongóis

A Nona Cruzada (também conhecida como "Cruzada do Lorde Eduardo") foi uma expedição militar à Terra Santa sob o comando de Eduardo, Duque de Gasconha (mais tarde rei como Eduardo I) em 1271 a 1272. Foi uma extensão da Oitava Cruzada e também foi a última das Cruzadas a chegar à Terra Santa antes da queda de Acre em 1291, que trouxe o fim da presença permanente dos cruzados lá.
A cruzada viu Eduardo enfrentar o sultão mameluco egípcio Baibars, com ambos obtendo vitórias limitadas. Os cruzados foram forçados a se retirar, pois Eduardo tinha preocupações urgentes em casa e sentia-se incapaz de resolver os conflitos internos dentro dos territórios remanescentes do Outremer. Isso também prenunciou o colapso iminente das últimas fortalezas cruzadas ao longo da costa mediterrânea.